# Lithocarpus macphailii
Lithocarpus macphailii (M.R.Hend.) Barnett – gatunek roślin z rodziny bukowatych (Fagaceae Dumort.). Występuje naturalnie w Indonezji (na Sumatrze) oraz Malezji (w stanach Perak, Kelantan, Terengganu, Pahang, Selangor i Johor). 

## Morfologia
PokrójZimozielone drzewo dorastające do 27 m wysokości. Pień czasami wyposażony jest w korzenia podporoweref name=peb/>.
LiścieBlaszka liściowa ma eliptyczny kształt. Mierzy 10–30,5 cm długości oraz 5–12,7 cm szerokości, ma zaokrągloną lub ostrokątną nasadę i wierzchołek od ostrego do spiczastego. Ogonek liściowy jest nagi i ma 7–12 mm długości. Przylistki są nietrwałe, mają owalnie lancetowaty kształt i osiągają 5 mm długości.
OwoceOrzechy o kulistym kształcie, dorastają do 20 mm średnicy. Osadzone są pojedynczo w miseczkach w kształcie pierścienia.

## Biologia i ekologia
Rośnie w lasach. Występuje na wysokości do 1800 m n.p.m.